# Rhabdamoeba
Rhabdamoeba is een geslacht in de taxonomische indeling van de Amoebozoa. Deze micro-organismen hebben geen vaste vorm en hebben schijnvoetjes. Met deze schijnvoetjes kunnen ze voortbewegen en zich voeden. Rhabdamoeba werd in 1921 ontdekt door Dunkerly.